# Депортиво Португес
Клуб Депортиво Португес (исп. Club Deportivo Portugués) — бывший венесуэльский футбольный клуб, представлявший португальскую общину в Венесуэле и столицу страны Каракас. 

## История
«Депортиво Португес» дебютировал в профессиональном чемпионате Венесуэлы по футболу в 1958 году, во втором его розыгрыше. Клуб четырежды выигрывал чемпионат Венесуэлы в период с 1958-го по 1967-й, и дважды становился победителем Кубка Венесуэлы по футболу (1959 и 1972). С конца 1960-х годов наметился постепенный спад в результатах команды. В 1985 клуб был расформирован, а часть персонала клуба нашла своё место в другом португальским клубе из Каракаса «Маритимо».

## Достижения
- Чемпион Венесуэлы: 4

1958, 1960, 1962, 1967
- Обладатель Кубка Венесуэлы: 2

1959, 1972